# 菲加罗-蒙特马尼
菲加罗-蒙特马尼，是西班牙加泰罗尼亚巴塞罗那省的一个市镇。总面积15平方公里，总人口1110人（2013年），人口密度74人/平方公里。